# Impatiens baronii
Impatiens baronii är en balsaminväxtart som beskrevs av John Gilbert Baker. Impatiens baronii ingår i släktet balsaminer, och familjen balsaminväxter. Inga underarter finns listade i Catalogue of Life.